# Портрет Марии Хеннеберг
«Портрет Марии Хеннеберг» (нем. Bildnis Marie Henneberg) — женский портрет австрийского художника Густава Климта. На выполненном в модной в Вене на рубеже веков технике пуантилизма, похожем на живописную мозаику портрете венской дамы в кресле лишь её лицо и кружевные воланы наряда обладают конкретной предметностью, она как будто выплывает из неопределённого фона картины. Портрет ознаменовал новый этап в развитии портретного искусства Климта, отныне фокусировавшегося только на лице, руках и одежде портретируемых. Одно из лишь четырёх полотен Густава Климта, хранящихся на территории Германии.
Картина демонстрировалась впервые ещё в незаконченном виде на XIII выставке Венского сецессиона в 1902 году вместе с фотографиями работы Гуго Хеннеберга, мужа Марии. Лирическое настроение, созданное «растекающимся в пуантилизме» портретом на выставке, восхитило художественного критика Людвига Хевеши, он даже не хотел, чтобы портрет дописывался. Образ в невидимом и ещё не выписанном кресле казался ему парящим в невесомости. Некий рецензент из Германии даже назвал кресло Марии Хеннеберг астральным. Тем не менее, в законченном виде кресло обрело благодаря контуру перспективу, которую Климт обычно пытался вытеснить неопределённостью заднего плана. На портрете Мария Хеннеберг сидит в кресле облокотившись одной рукой, её вторая рука придерживает ниспадающую каскадами шаль, которая в своём движении завораживает переливами нанесённых пятнышками красок, но всю цветовую динамику собирает букетик фиалок, который, по словам Хевеши, «переходит в песенное пианиссимо с телесными розоватыми тонами».
Супруги Хеннеберг входили в круг друзей Густава Климта через его старшего коллегу Карла Молля. Гуго Хеннеберг обучался в Венском и Йенском университетах, защитил диссертацию в области физики, был известен в Вене как гравёр, резчик по дереву, но прежде всего как художественный фотограф. Состоятельные Хеннеберги, благодаря наследству Гуго, обосновались в новом доме с мастерской на первом этаже в XIX районе Вены на Воллергассе,8 в спроектированной по проекту Йозефа Хоффмана колонии художников на холме Хоэ-Варте по соседству с Карлом Моллем, Коло Мозером и д-ром Фридрихом Шпитцером. Падчерица Карла Молля Альма называла соседку «тётя Мария». Вилла Хеннебергов была открыта для людей искусства со всей Европы, так, у них квартировал на время выставки сецессиона Фердинанд Ходлер. Портрет хозяйки дома встречал гостей в центральном холле над позолоченным мраморным камином. После безвременной смерти Гуго Хеннеберга в 1918 году для вдовы беззаботные времена с поездками, кофе, шампанским, зваными вечерами в отеле «Империал» остались в прошлом. Ей пришлось переехать в более скромное жильё и в конце концов продать свой портрет. Его новым владельцем стал музыкальный издатель из Лейпцига д-р Макс Кун. Мария Хеннеберг умерла в 1931 году. После смерти Куна портрет достался его вдове Луизе, которая сначала передала его взаймы в экспозицию Государственной галереи Морицбург в Галле. В 1979 году галерея выкупила портрет.